# Una gran promesa
Una gran promesa (títol original: Big Man on Campus) és una paròdia de pel·lícula de terror dirigida per Jeremy Paul Kagan, estrenada l'any 1989. Ha estat doblada al català.

## Argument
Per no ser expulsat, Alex, el pitjor alumne de la història de la Universitat, haurà de superar la més difícil de totes les assignatures: transformar a un salvatge, geperut, cabellut i incontrolable novençà en un noi exemplar

## Repartiment
- Allan Katz: Bob Maloogaloogaloogaloogalooga, un geperut descobert al campanar de la universitat UCLA de Califòrnia
- Corey Parker: Alex, un alumne encarregat de l'educació de Bob
- Cindy Williams: la doctora Diane Girard, una professora de la facultat
- Melora Hardin: Cathy, una professora de la facultat, l'amiga d'Alex
- Gerrit Graham: Stanley Hoyle
- Jessica Harper: la doctora Fisk
- Tom Skerritt: el doctor Webster, un professor de la facultat
- John Finnegan: el jutge Ferguson
- Bill Morey: Crawford, el president de la universitat